# 纺锤溪蟹属
纺锤溪蟹属（学名：Acartiapotamon）是溪蟹科下的一个属。

## 下属物种
本属包括以下物种：
- 胀肢纺锤溪蟹 Acartiapotamon inflatum (Dai & Y.C.Song, 1985)